# Dichtenhausen
Dichtenhausen ist ein Weiler der baden-württembergischen Gemeinde Ostrach im Landkreis Sigmaringen.

## Geographie

### Geographische Lage
Der Weiler Dichtenhausen liegt 2,4 Kilometer südwestlich der Ortsmitte Ostrachs, zwischen der Ostrach und der Ortschaft Laubbach im Westen sowie der Bahnstrecke Altshausen–Schwackenreute und dem Teilort Spöck im Osten.

## Geschichte
1222 wurde hier erstmals eine Wohnstätte namens Tüchtenhausen erwähnt; 1257 Tiuhtenhusen. Dichtenhausen war eine Siedlung der älteren Ausbauzeit.
1284 besaß ein Egghart von Ostrach Lehen der Herren von Neuffen, 1323 wurden die Ritter von Dichtenhausen genannt.
Hoheitsrechtlich lag Dichtenhausen beim Kloster Salem. Diese begabten 1222 die Herren von Vaz (Graubünden), von Neuffen 1284, von Gundelfingen 1334 und von Stein 1381 (dabei Burg und Burgstall). 1637 gelangte das Dorf, zusammen mit Burgweiler, im Tausch vom salemischen Oberamt Ostrach an die Grafschaft Heiligenberg.

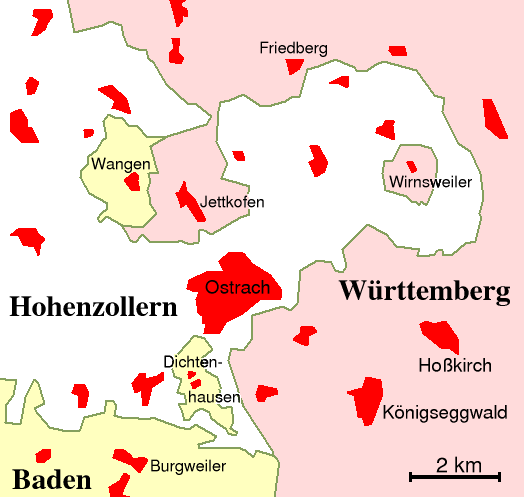
Grenzziehung zwischen Baden, Hohenzollern und Württemberg bei Ostrach

Seit 1806 war Dichtenhausen eine badische Exklave in Hohenzollern und blieb später, bis 1968 bei der Gemeinde Burgweiler. Mit dem Wechsel vom badischen Landkreis Überlingen zum Landkreis Sigmaringen wurde Dichtenhausen im Zuge der Gebietsreform in Baden-Württemberg zum 1. Januar 1969 von Burgweiler nach Ostrach umgemeindet.

## Kultur und Sehenswürdigkeiten

### Bodendenkmale
- Grabhügelfeld Dichtenhausen[4][5][6]

## Wirtschaft und Infrastruktur

### Bürgerbus
Der Ostracher Bürgerbus ergänzt den öffentlichen Nahverkehr und verbessert unter anderem die Mobilität von Menschen mit Behinderungen. An drei Tagen in der Woche fährt der Bus nach einem festen Plan zwischen der Ostracher Ortsmitte und Dichtenhausen, Spöck, Kalkreute, Ochsenbach, Waldbeuren sowie Burgweiler.

Der Bürgerbus wird von der Gemeinde Ostrach finanziert und vom Bürgerbus-Verein sowie ehrenamtlichen Fahrern und Helfern betrieben.